# Gradius IV
Gradius IV (グラディウスIV 復活 Gradiusu fō: Fukkatsu?) är ett shoot 'em up-arkadspel utvecklat av Konami Computer Entertainment Tokyo, och utgivet 1999. Spelet porterades aldrig direkt. Däremot låg det år 2000 på Playstation 2-samlingen Gradius III and IV, samt 2006 på PSP-samlingen Gradius Collection.

### Fotnoter
1. ↑  ”Gradius IV” (på engelska). Mobygames. 20 mars 1999. http://www.mobygames.com/game/ps2/gradius-iii-and-iv. Läst 28 maj 2014.